# Ehlerange
Ehlerange (Luxemburgs: Éileréng, Duits: Ehleringen) is een plaats in de gemeente Sanem en het kanton Esch-sur-Alzette in Luxemburg.

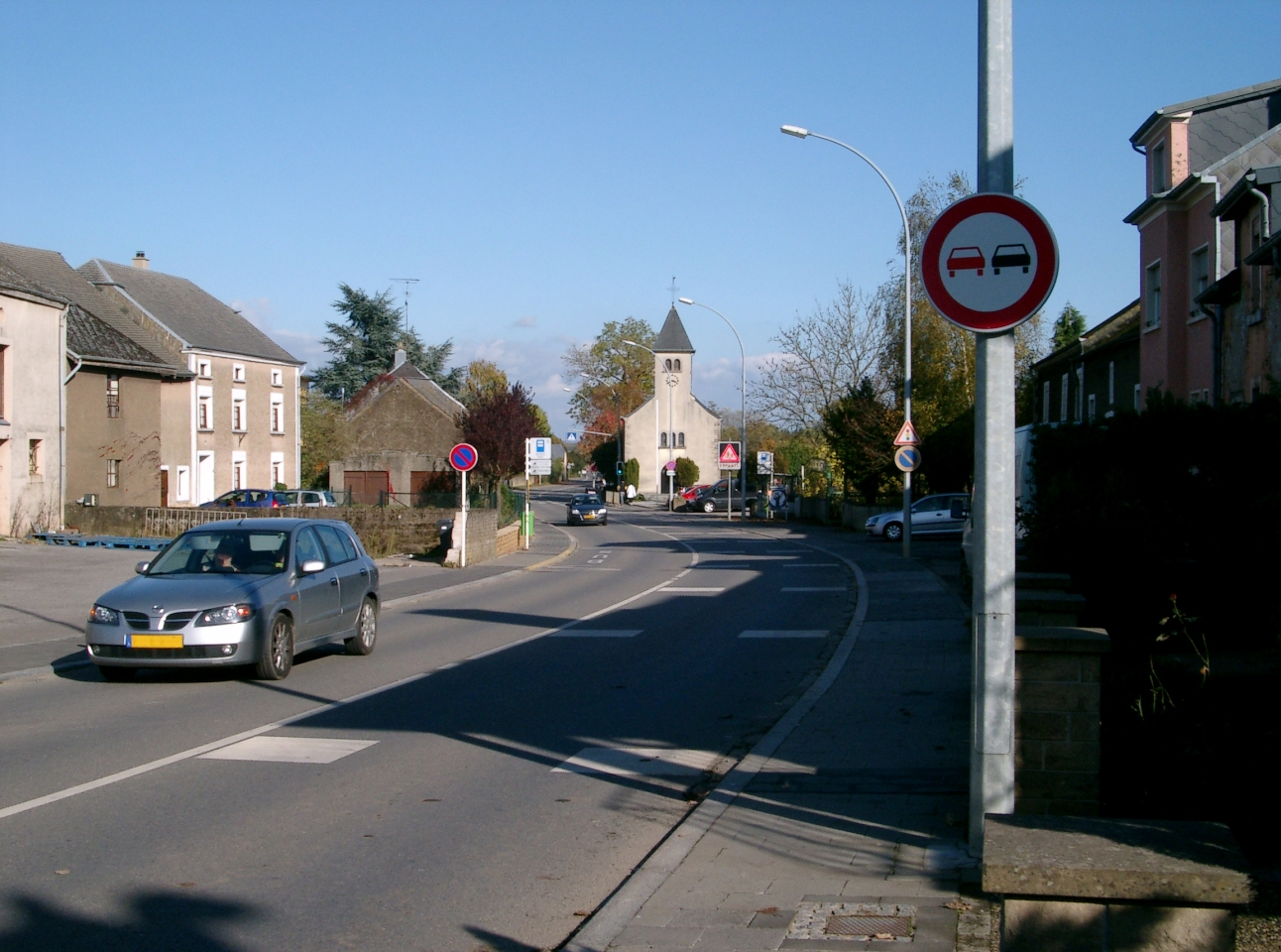
Straat in Ehlerange

Ehlerange telt 728 inwoners (2001).
Belvaux · Ehlerange · Sanem · Soleuvre

Luxemburgse gemeenten · Kanton Esch-sur-Alzette · Luxemburg